# Arothron meleagris
Espèce
Statut de conservation UICN

 LC  : Préoccupation mineure
Arothron meleagris ou Poisson ballon pintade est une espèce de poissons tetraodontiformes. Il vit dans l’océan Indien et dans le Pacifique tropical.

## Description
Le poisson ballon pintade peut mesurer jusqu'à 30 cm. Il est brun foncé avec de nombreux points blancs. 
Il mange les extrémités des coraux branchus et aussi des algues, des éponges et des mollusques.

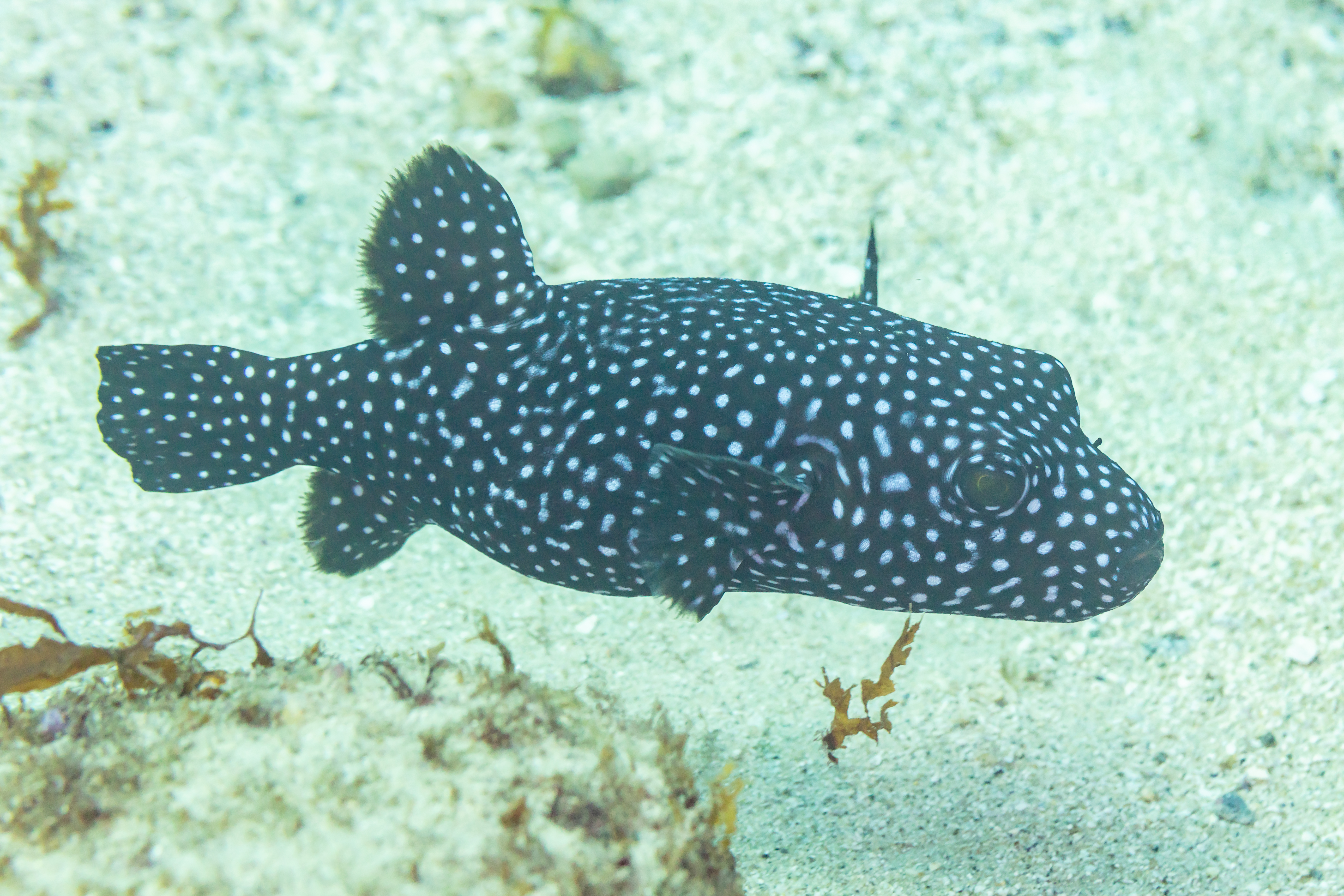
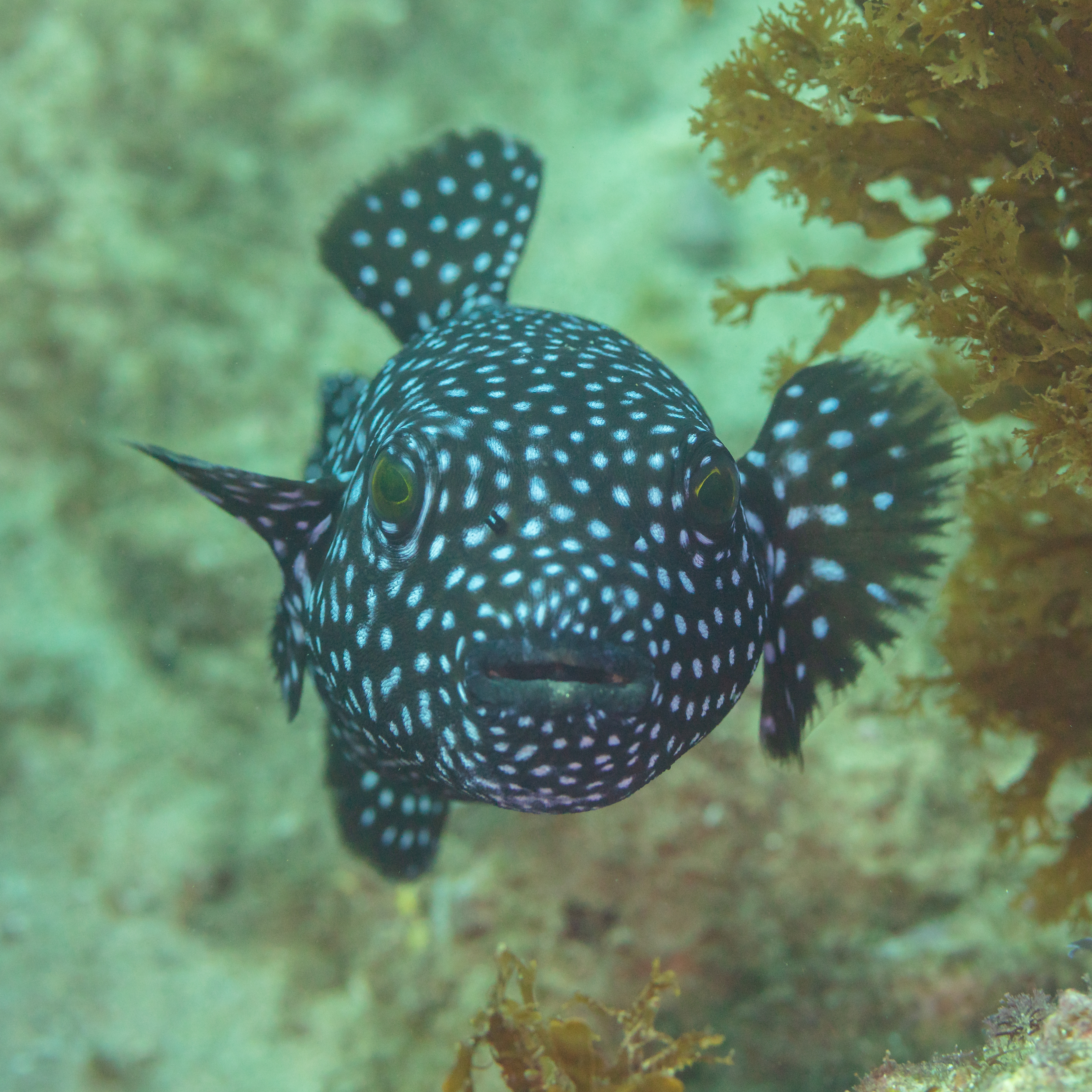
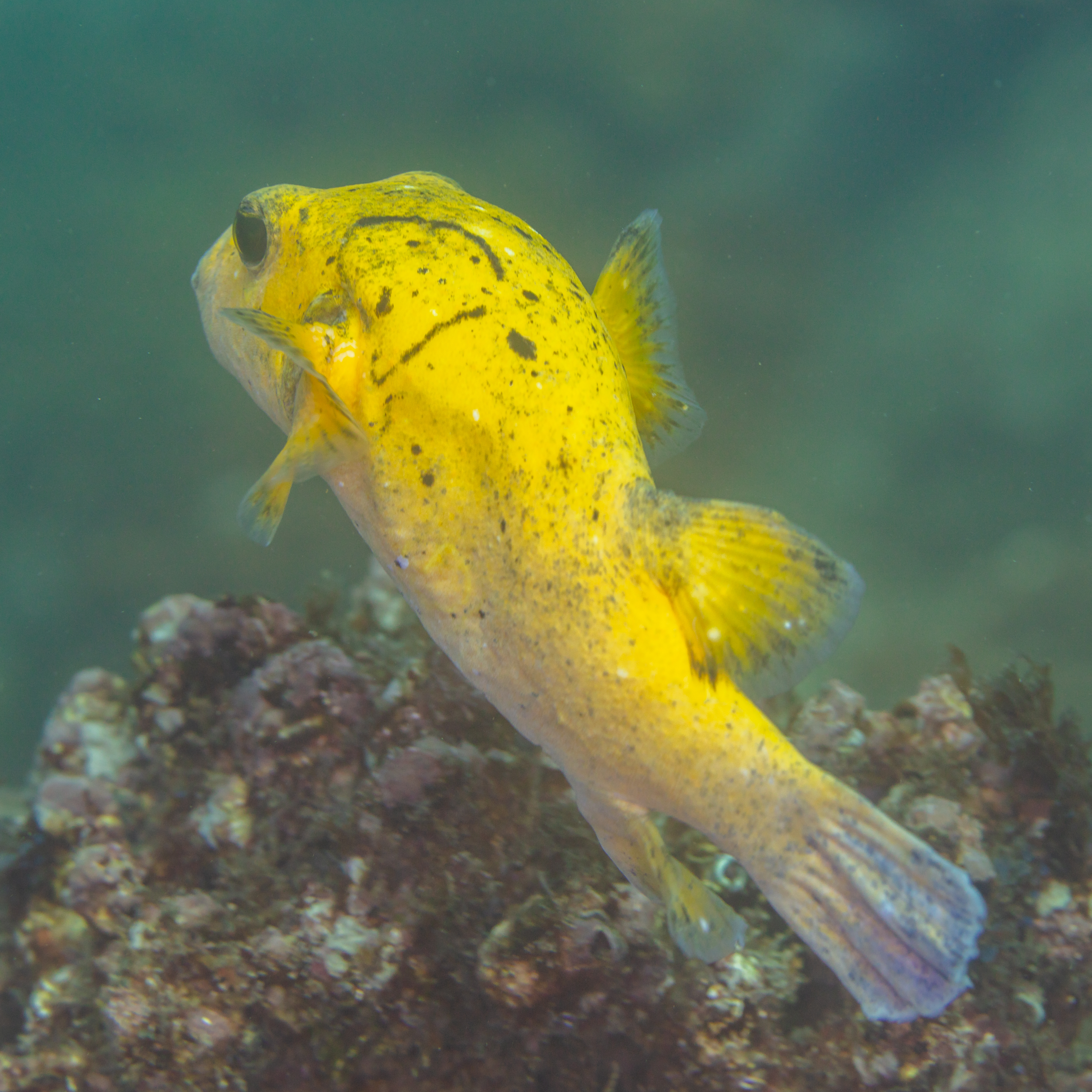
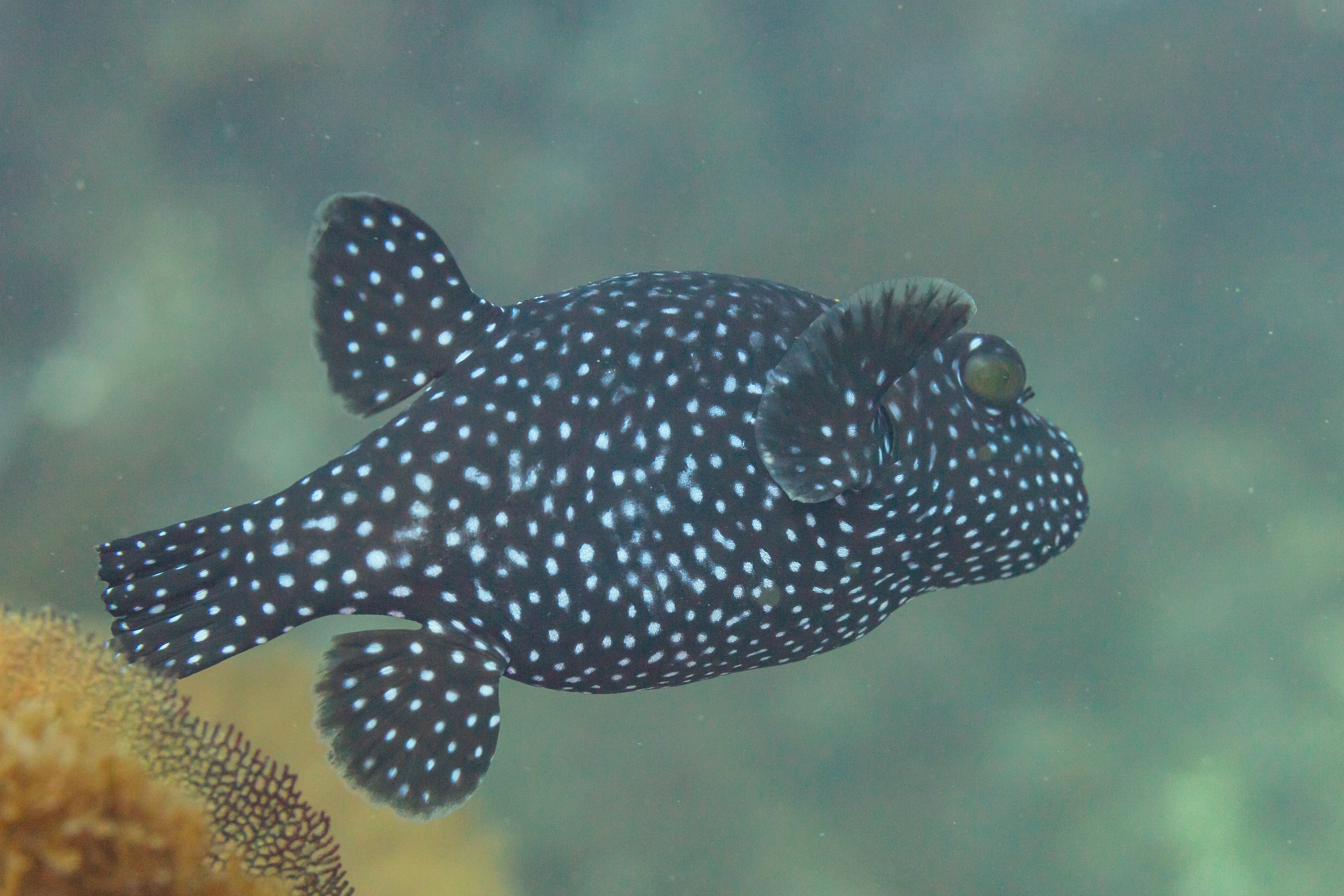